# Xin Tang
Xin Tang, née le 7 janvier 2001, est une coureuse cycliste chinoise, spécialisée dans le cyclisme sur route.

## Carrière
En 2018, elle représente la Chine lors des Jeux olympiques de la jeunesse, puis devient championne de Chine sur route l'année suivante à seulement 19 ans. En raison de la pandémie de Covid-19, elle met sa carrière entre parenthèses durant 2 saisons. 
Elle fait son retour à la compétition en 2023 et obtient deux podiums aux championnats nationaux. Elle remporte le classement de la meilleure jeune du tour de l'île de Chongming et termine cinquième du tour du Guangxi remporté par Daria Pikulik.
À la fin de cette saison 2023, la formation du Stade rochelais est en proie a des difficultés financières. Elle est finalement reprise par le groupe chinois, fabriquant de cycles, Winspace. Pour la saison 2024, l'équipe Winspace recrute plusieurs coureuses chinoises, dont Xin Tang. Cela lui permet de participer à Paris-Roubaix et à son premier grand tour, La Vuelta Femenina 2024. Elle s'illustre en juin, en remportant la médaille de bronze aux championnats d'Asie sur route, ce qui lui permet de représenter son pays aux Jeux olympiques de Paris 2024. Elle termine 32e du contre-la-montre, mais est contrainte à l'abandon sur la course en ligne.

## Palmarès sur route

### Par années
- 2020
  -  Championne de Chine sur route
- 2023
  - 3e du championnat de Chine sur route
  - 3e du championnat de Chine du contre-la-montre
  - 8e du Tour de l'île de Chongming
- 2024
  -  Médaillée de bronze du championnat d'Asie sur route

### Résultats sur les grands tours

#### Tour d'Espagne
1 participation : 
- 2024 : 112e

### Classements mondiaux
| Année                                 | 2020 | 2021 | 2022 | 2023 | 2024 |
| ------------------------------------- | ---- | ---- | ---- | ---- | ---- |
| Classement UCI                        | 182e | nc   | nc   | 112e | 251e |
| UCI World Tour                        | nc   | nc   | nc   | 70e  | nc   |
|                                       |      |      |      |      |      |
| Légende : nc = non classéSource : UCI |      |      |      |      |      |